# Pisang Ambon

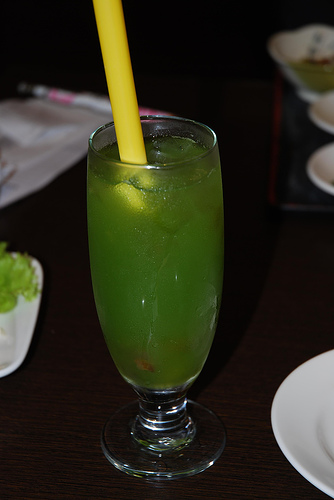
Cocktail met Pisang Ambon

Pisang Ambon is een likeur op basis van fruit en kruiden. Het heeft een overheersende bananensmaak en -geur. Volgens de marketing van de producent is Pisang Ambon gebaseerd op het recept van een oude Indische likeur. Dit verklaart ook de naam. 'Pisang' is Indonesisch voor banaan en Ambon verwijst naar het gelijknamige Molukse eiland. De drank bevat 17 procent alcohol.
Pisang Ambon heeft een felgroene kleur en is een geregistreerd merk van Lucas Bols B.V.